# FIFA Football 2001
 (juillet 2017).
Si vous disposez d'ouvrages ou d'articles de référence ou si vous connaissez des sites web de qualité traitant du thème abordé ici, merci de compléter l'article en donnant les références utiles à sa vérifiabilité et en les liant à la section « Notes et références ».
FIFA Football 2001 est un jeu vidéo de football sorti en 2000 pour les plateformes PlayStation, PlayStation 2 et Windows. Le jeu a été édité par EA Sports.
Ce jeu avait comme thème principal « Bodyrock » de Moby. Fifa 2001 a fait partie des jeux officiels aux World Cyber Games 2001, qui a accueilli 3 joueurs de la délégation française de Fifa. Le jeu comporte 50 équipes et 17 ligues de football. Le joueur français Thierry Henry figure sur la jaquette française du jeu.

## Système de jeu

### Généralités
Ce titre est le premier de la série à inclure une jauge de puissance pour les tirs.
Il est également possible de réaliser certains dribbles, comme la roulette marseillaise, en appuyant seulement sur une touche.
Le système de défense permet, en gardant la pression sur la touche choisie, de jouer le hors-jeu ou le pressing.
Le système d'attaque et plus particulièrement sur les centres permet de choisir entre une reprise de la tête, une bicyclette (retournée acrobatique) ou un contrôle de la poitrine, en fonction du nombre de pression sur la touche de tir, respectivement, une fois, deux fois ou zéro fois.

### Modes de Jeu
Coup d'envoi : Démarrez un match rapide entre deux équipes de votre choix
Saison : Vous permet de faire une saison entière avec le club de votre choix (vous pouvez poursuivre autant de saisons que vous voulez jusqu'à ce que vous soyez relégué). Gagner un titre de champion d'une ligue vous permet de débloquer les équipes jouant en deuxième division de ce même pays.
Compétition : Vous pouvez disputer au choix, la Coupe du monde de football, la Coupe des clubs champions ou la coupe UEFA .
Entraînement : Vous pouvez vous entraînez à tirer les coups francs, les pénaltys ou encore faire un match d'entrainement avec le club de votre choix.

## Bande-son
La musique principale de Fifa 2001 est Bodyrock de Moby
Dans la version française du jeu, les matchs sont commentés par Thierry Gilardi et Laurent Paganelli

## Accueil
- Jeuxvideo.com : 16/20[2]